# アビー・ワンバック
メアリー・アビゲイル・"アビー"・ワンバック（Mary Abigail "Abby" Wambach、1980年6月2日 - ）は、アメリカ合衆国ニューヨーク州出身の元女子サッカー選手。元アメリカ代表。アメリカ代表で積み重ねた国際Aマッチの通算得点は「184」に達した。

## 経歴

### 生い立ち
1980年、ニューヨーク州ロチェスターで生まれる。4歳でサッカーを始め、早々に才能を発揮。3試合で27得点を決めたことがきっかけで女子チームから男子チームに移されたという逸話があるらしい。
州内のカトリック系私立高校に進学した後はサッカーのみならずバスケットボールの選手としても高い評価を受ける。最終学年時にはアメリカサッカー指導者協会から年間最優秀選手として表彰された。

### 大学時代
1998年、フロリダ大学に進学した後はサッカーに専念。1年次には全米フレッシュマン賞を受賞し、2年次からは3年連続で全米選抜に選ばれた。また、サウスイースタン・カンファレンス四連覇と一度の全米選手権優勝を経験し、通算96得点、49アシスト、決勝点24回、ハットトリック10回を記録した。

### クラブ歴
2002年、WUSAのドラフトで指名され、学位取得を待たずしてワシントン・フリーダムに入団。チームメイトのミア・ハムと共に2003年のファウンダーズ・カップ（WUSA優勝決定戦）優勝に貢献し、最優秀選手賞を受賞した。しかし、WUSAは経営難のためこのシーズン限りで活動を休止した。
2009年に新たなプロリーグであるWPSが設立されると再建されたワシントン・フリーダムに所属。リーグ初年度の2009年シーズンには8ゴール、5アシストを記録。2010年シーズンも13ゴール、8アシストを挙げる活躍をみせた。
2011年より新スポンサーの下でチーム名がマジックジャックに変更され、本拠地もワシントンDCからフロリダ州ボカラトンに移転した。7月22日からは選手兼任監督に就任。チームはリーグ3位でシーズンを終えた。

### 代表歴
WUSAでの活躍が認められ2003年に代表候補合宿に招集されると、同年のアルガルヴェ・カップで代表デビュー。2003 FIFA女子ワールドカップでは、決勝トーナメントのノルウェー戦でゴールを決め、チームのベスト4進出に貢献。準決勝でドイツ代表に敗れたものの、3位決定戦でカナダ代表を下し銅メダルを獲得した。
翌2004年のアテネオリンピック決勝のブラジル戦では延長後半に勝ち越しとなるヘディングシュートを沈め、チームを金メダルに導いた。
2007年に行われたワールドカップでは6試合に出場し6ゴールを挙げた。チームは準決勝でブラジルに前回オリンピックの雪辱を果たされたが、3位決定戦でノルウェーに勝利し、W杯二大会連続となる銅メダルを獲得した。
翌2008年には北京オリンピックに出場する代表チームのメンバーに選ばれたが、大会直前の試合で左足を骨折したため、欠場を余儀なくされた。
2011年、自身3度目となるワールドカップに出場。グループリーグ3試合では1ゴールに止まったが、準々決勝ブラジル戦で延長後半ロスタイムの同点ゴール、準決勝フランス戦では決勝ゴールを決める。自身初の決勝となる日本戦でも3試合連続のゴールを挙げるがチームはPK戦の末に敗れ、銀メダルを獲得した。
2012年、ロンドンオリンピックに出場し金メダルを獲得。その年は初のFIFA最優秀選手賞を獲得した。
2013年6月20日、韓国代表との親善試合において、ミア・ハムの保持していたサッカー女子代表の世界最多得点記録を更新した。
2015年、自身4度目となるワールドカップに出場。決勝トーナメントになってからは控えに回ることが多くなったものの、自身初となるFIFA女子ワールドカップ優勝を果たした。
2015年12月16日に行なわれた中国代表との親善試合をもって現役を引退。

### 私生活
2013年10月6日、長年のパートナーでサッカーアメリカ合衆国女子代表チームメイトでもあったサラ・ハフマンとハワイ州・カウアイ島で同性結婚を行った。しかし2016年に離婚。その後2017年にグレノン・ドイルと再婚した。
2016年4月3日、オレゴン州ポートランドで飲酒運転の疑いで逮捕された。友人宅で食事後、車を運転して帰宅する途中で赤信号を無視したため、警察官に止められて発覚したという。